# Гематоофтальмический барьер

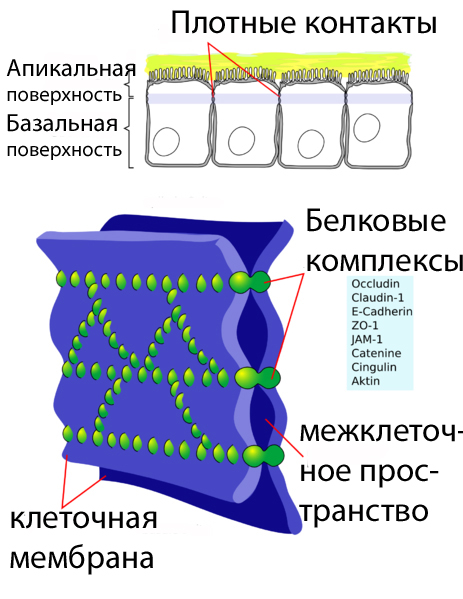
Строение плотного контакта

Гемато-офтальмический барьер — это гистогематический барьер, образованный эндотелием капилляров сетчатки и радужной оболочки, цилиарным эпителием и пигментным эпителием сетчатки. Это физиологический барьер между местными кровеносными сосудами и собственно внутренней частью глаза. Гемато-офтальмический барьер подобен гемато-энцефалическому барьеру и не пропускает многие вещества, в том числе медикаменты.
Различают следующие части барьера:
- Гемато-водянистый барьер: цилиарный эпителий и капилляры радужной оболочки.
- Гемато-ретинальный барьер бывает внешний и внутренний. Внутренний образован плотными контактами между нефенестрованным эндотелием кровеносных сосудов сетчатки (для внутренних слоев), подобно ГЭБ. Внешний образуется пигментным эпителием сетчатки (для наружных слоев), который получает питательные вещества из хориокапилляров.

Гемато-ретинальный барьер предупреждает проникновение крупных молекул из кровеносных сосудов в сетчатку.
Воспалительный процесс может привести к повреждению этого барьера и пропустить медикаменты и крупные молекулы в глазное яблоко. При затихании воспалительного процесса барьер, как правило, восстанавливает свои функции.